# Ждимирський заказник
Ждими́рський зака́зник — лісовий заказник місцевого значення в Україні. Об'єкт розташований на території Мукачівського району Закарпатської області, на північ і схід від села Уклин. 
Площа — 123,9 га. Статус присвоєно відповідно до рішення Закарпатської обласної ради від 27.08.2015 року № 1326. Перебуває у віданні ДП «Свалявське лісове господарство» (Полянське лісництво, квартали: 12, виділи 18, 20, 21, 26, 27, 28; 13, виділи 10, 11, 12, 13, 19; 15, виділ 4; 17, виділ 21; 18, виділи 5, 6, 8, 10, 11). 
Статус присвоєно з метою збереження і відтворення букових та буково-грабових лісів, наближених до пралісових, та рослин, занесених до Червоної книги України. Зростають підсніжник білосніжний, Шафран Гейфеля, аспленій сколопендровий, місячниця гірська, скополія карніолійська. Виявлено кілька осередків зростання вовчого лика, що є раритетним видом Закарпаття.